# Sendang (Bringin)
Sendang is een bestuurslaag in het regentschap Semarang van de provincie Midden-Java, Indonesië. Sendang telt 2660 inwoners (volkstelling 2010).